# بریستول ریسینگ بیپلین
بریستول ریسینگ بیپلین (به انگلیسی: Bristol Racing Biplane) یک هواگرد ساختِ کارخانهٔ بریستول ایروپلین در کشور بریتانیا است . این هواگرد برای نخستین بار در ۱۹۱۱ میلادی مورد استفاده قرار گرفت.